# Soothe My Soul
"Soothe My Soul" är en låt av den brittiska gruppen Depeche Mode. Det är den andra singeln från albumet Delta Machine och släpptes den 6 maj 2013.
Musikvideon regisserades av Warren Fu.

## Utgåvor och låtförteckning
- Digital nedladdning — remix

1. "Soothe My Soul" (Steve Angello vs. Jacques Lu Cont remix) – 7:02

- CD-singel

1. "Soothe My Soul" (radio edit) – 3:57
2. "Goodbye" (Gesaffelstein remix) – 3:51

- CD-maxisingel

1. "Soothe My Soul" (Steve Angello vs. Jacques Lu Cont remix) – 7:02
2. "Soothe My Soul" (Tom Furse - The Horrors remix) – 4:55
3. "Soothe My Soul" (Billy F Gibbons and Joe Hardy remix) – 5:16
4. "Soothe My Soul" (Joris Delacroix remix) – 6:56
5. "Soothe My Soul" (Black Asteroid remix) – 5:35
6. "Soothe My Soul" (Gregor Tresher Soothed remix) – 5:59

- Maxisingel

A1. Soothe My Soul (Steve Angello vs Jacques Lu Cont Remix)
A2. Soothe My Soul (Matador Remix) – 8:15
B1. Soothe My Soul (Destructo Remix) – 6:03
B2. Soothe My Soul (Gregor Tresher Remix) – 7:07